# Nucleo esterno

La terra sezionata dal nucleo fino all'esosfera. Parzialmente in scala

Il nucleo esterno della Terra è uno strato fluido di circa 2300 km di spessore composto prevalentemente di ferro e solfuro di ferro che si trova tra il nucleo solido della Terra e il mantello. Il suo confine esterno si trova approssimativamente a  2 900 km al di sotto della superficie terrestre. Anche zolfo ed ossigeno potrebbero essere presenti nel nucleo esterno, ma in percentuali minime.
La temperatura del nucleo esterno oscilla da 3000 K nelle regioni più esterne, fino a 6 000 K vicino al nucleo interno. Secondo recenti studi la temperatura del nucleo è per la maggior parte prodotta dal decadimento spontaneo di elementi radioattivi quali uranio, torio e potassio.
Sebbene abbia una composizione simile a quella del nucleo interno la pressione nel nucleo esterno non è abbastanza alta per lo stato solido della lega, così esso rimane fluido, sede di correnti di eddy legate al campo magnetico terrestre.
Nel Nucleo esterno risiede la sorgente principale del campo magnetico terrestre: si tratta infatti di una fonte di energia che mantiene in moto il metallo fuso, generando così un sistema di correnti elettriche le quali alimentano il campo geomagnetico.